# Sammi Adjei
Pour les articles homonymes, voir Adjei.
Ne doit pas être confondu avec Sammy Adjei.
Sammi Adjei est un footballeur ghanéen né le 18 novembre 1973. 

## Carrière
Joueur de l'Ashanti Gold Sporting Club, Sammi Adjei fait partie de l'équipe du Ghana de football médaillée de bronze aux Jeux olympiques d'été de 1992 à Barcelone, où il joue tous les matchs. Il joue par la suite un match des qualifications de la Coupe du monde 1994 et deux matchs comptant pour les qualifications au Mondial 1998.